# Ono Otsū
Ono Otsū (小野お通, 1559 o 1568 - 1631) también conocida como Ono no Ozū, fue una mujer noble japonesa, calígrafa, poeta, pintora y música. De estudiante de artes en Kioto, estudió pintura, caligrafía, música, canto y poesía waka. Su trabajo llamó la atención a miembros del shogunato Tokugawa, incluidos Tokugawa Ieyasu y Tokugawa Hidetada, y a menudo la contrataban para enseñar a los miembros de su corte. Debido a que fue autora de obras que impactaron el arte japonés durante el período Azuchi-Momoyama y Edo, y sirvió a varias figuras prominentes, Otsū fue proclamada una de las principales calígrafas del Japón premoderno.

## Biografía
Ono Otsū nació en 1559 en una familia  de nobles samuráis, sin embargo no hay mucha información sobre sus primeros años de vida. Según algunas fuentes, Ono Masahide, un aliado de Oda Nobunaga y dueño de un feudo en la provincia de Mino, se haría cargo de Ono Otsū tras la muerte de su padre. Es posible que se haya casado con un daimyo de la provincia de Noto y luego se haya mudado a Kioto tras la muerte de su marido en batalla. En la capital estudió arte, incluida la composición waka con el noble Kujō Tanemichi (1507-1594) y posteriormente fue recibida en círculos aristocráticos militares de alto rango. Aprendió escritura con Kanoe Nobutada, miembro de la corte del Emperador en Kioto y uno de los Tres Calígrafos de Konoe.
Trabajó toda su vida como dama de honor en las cortes de familia de importantes líderes como Toyotomi Hideyoshi, Tokugawa Ieyasu y Tokugawa Hidetada. Experta en poesía, también experimentó con la caligrafía, la pintura, la música y el cha no yu (ceremonia del té). Se hizo famosa por su talento artístico y enseñó poesía y caligrafía en las distintas cortes. Durante su vida, se dice que sirvió a Fujiwara no Haruko (madre del emperador Go-Yōzei), Oda Nobunaga, Toyotomi Hideyoshi, Kodai-in (Nene) y Yodo-dono. Algunas historias incluso declaran que sirvió en el séquito de Tokugawa Masako, la principal consorte del emperador Go-Mizunoo y madre de la emperatriz Meishō. También se decía que estaba cerca del daimyo de los dominios Ueda y Matsushiro, Sanada Nobuyuki.
Otsū aparentemente se casó con un miembro del clan Toyotomi, pero se divorciaron debido al alcoholismo de su esposo. Después de esto, se convirtió en tutora de una mujer noble.

## Obras conocidas
Célebre calígrafa, Ono Otsū también fue importante por sus pinturas en las que colocó una inscripción caligráfica en la imagen. Su estilo de caligrafía marcada por decoraciones ornamentales se convirtió en una gran inspiración para las mujeres de las castas más altas del período Edo. Se pensaba que ella era la autora del Joruri Monogatari, precursor de Joruri. Creó una caligrafía de estilo distintivo, decorando hojas de papel en álbumes con escenas de The Tale of Genji pintadas por un artista anónimo de la escuela Tosa. Otsū escribió principalmente en kana, intercalado con extravagantes kanji  palabras poéticamente evocadoras. Las variaciones, a veces sutiles y otras veces dramáticas, sellos distintivos de su estilo lo son el peso de sus pinceladas y el espaciado entre los personajes y grupos de personajes.
Otsū también demostró su dominio de la técnica de la "escritura dispersa", mediante la cual colocó hábilmente los registros del poema en la página y a veces, colocó las líneas del poema fuera de orden. Además fue conocida por sus pinturas de temas de budismo zen en tinta monocromática en el estilo tradicional. Algunas selecciones de su caligrafía se encuentran en las colecciones del Museo de Arte Metropolitano, incluyendo una pieza de 1624 conocida como Hotei con un niño.